# 次协调逻辑
次协调逻辑（英語：Paraconsistent logic）是尝试处理矛盾的逻辑。是不瑣碎的（non-trivial）逻辑，它允许矛盾。更加特殊的，它允许断言一个陈述和它的否定，而不导致谬论。在经典逻辑中，从矛盾中可以推导出任何东西；这叫做ex contradictione quodlibet（ECQ），也叫做爆炸原理。次协调逻辑就是ECQ不成立的逻辑系统。
次协调逻辑可以用来建模有矛盾的系统，但不是任何东西都能从它推导出来的。在标准逻辑中，必须小心的防止形成说谎者悖论的陈述；次协调逻辑由于不需要排除这种陈述而更加简单, 尽管它仍然必须排除柯里悖论(Curry's Paradox）。 柯里悖论是逻辑学家哈斯凯尔·柯里（Haskell Brooks Curry）提出。 此外，次协调逻辑可以潜在的克服哥德尔不完备定理蕴涵的算术限制，而是完备的。

## 历史
次协调逻辑分别于1954年和1963年在南美由弗洛伦西奥•阿森霍（Florencio Asenjo）尤其是牛顿•达•科斯塔（Newton da Costa）在其博士学位论文中分别于1954年和1963年在南美独立提出，并着重于数学应用。  次协调逻辑以相干逻辑（也称相关逻辑）形式于1959年在英格兰由Smiley提出。 然而，术语“次协调”（paraconsistent）于1976 年首次由秘鲁哲学家Francisco Miró Quesada Cantuarias 最初使用。
自1970年代以来，次协调逻辑逻辑的发展一直是国际性的。在阿根廷，澳大利亚，比利时，巴西，加拿大，捷克共和国，英国，德国，印度，以色列，日本，墨西哥，新西兰，波兰，苏格兰，西班牙，美国, 中国等地，都有正在开展的工作。已经召开了一系列有关次协调的大型国际会议。 1997年，第一届世界次协调大会在比利时根特大学举行。第二届世界大会于2000年在圣塞巴斯蒂昂（巴西圣保罗）举行，第三届于2003年在法国图卢兹举行，第三届于2008年在墨尔本（澳大利亚）举行。第五届世界大会于2013年在印度加尔各答举行。 2014年另一个重要的次协调会议在慕尼黑举行。

## 动机
发明次协调逻辑有很多动机。比如，不一致的（矛盾的）信息存在于， 信仰，道德，辩证法， 人工智能，形式语义， 集合论， 算法，和哥德尔不完备定理等领域, 经典逻辑的会导致反直觉结果的协调性(一致性)的不满足。发明次协调逻辑的主要动机是坚信，应该有可能以受控和区分的方式，对这些含不一致的信息的系统进行推理。ECQ排除了这一点，因此必须放弃。

### 形式语义
语义悖论，特别是自指，提供了质问经典逻辑的形式根据。考虑说谎者悖论（这里的"<L>"表示"L这个命题"）:
（L）<L>不是真的。
把L塞入自身，我们得到
"<L>不是真的"不是真的
看起来它说的事情同于
（L' ）L是真的
（这种推理基于几个相当似是而非的但公认不是无懈可击的前提，关于双重否定除去的和在<P>和P之间联系—就是说在命题和命题所对应的事态之间的联系。粗略的说，我们称这种关系为"真理"，所以我们能够在某种意义上，移入和移出引号和标记命题的括号）。并且，如果我们继续运做在关于真理本质的无可置疑的质朴假定之上，则L看起来是L' 的否定。所以，这是一个矛盾。（集合论和高阶逻辑的罗素悖论缘于类似的问题。）
经典逻辑（或者更一般的说协调逻辑）的坚定支持者可以简单的忽略这种问题，或者简单的说像L这样的句子是无意义的。可以理解的，次协调逻辑学家机警的接受了这些句子；毕竟，"这个句子是假的"好像是完全连贯的甚至发人深省的句子。接受遵照像L这样的句子和它的外在否定L' 同样是真理的立场，是摆脱这种语义悖论的一种可能方式。
次协调逻辑双面真理说的支持者Graham Priest，提供了一个例子，以表示無矛盾律和雙面真理說對前提定義的看法差異：
「一位站在门口的人一半在门里一半在门外。」
對於"我在屋里"和與它否定的"我不在屋里"的邏輯辨證，無矛盾律認為「站在門口的人並非完全在屋內，故只屬於"我不在屋里"且不屬於"我在屋里"」；雙面真理說則同時支持"我在屋里"和"我不在屋里"為真。可以看出，相對於無矛盾律的嚴格前提相信邏輯函數單射；雙面真理說則相信邏輯命題屬於四值概念（見相干邏輯）。要注意的是，這裡無矛盾律的主張並非排中律，因為這個命題有真值。

### 集合论
集合论和高阶逻辑的罗素悖论也给出了不一致（次协调）的信息的系统。

## 问题
在经典逻辑中，句子的集合{\displaystyle \Lambda }被称为是否定矛盾（不协调）的，如果对于某些句子{\displaystyle P}，{\displaystyle \Lambda \vdash P}并且{\displaystyle \Lambda \vdash \neg P}。
在经典逻辑中，在逻辑语言内任何句子都可以从否定矛盾集合中推导出来。类似的模型理论性质对经典逻辑是成立的。这叫做爆炸原理，因为一个单一的矛盾就确保推理可以在任何任意方向上进行。经典逻辑、直觉逻辑和多数其他逻辑遭受着这个问题。开发次协调逻辑是为了避免爆炸原理的有害效果。
为了解决这个问题，次协调逻辑可以简单的拒绝爆炸原理。当然，这么做可不是平凡的事情。爆炸是我们析取的真值泛函概念的直接推论；要拒绝前者必然把问题带给后者，而它好像是良基的（well-founded）。
一些次协调逻辑：
- 多值逻辑可以支持次协调真值
- 相干逻辑支持真理的四值概念：真，假，非真非假，和次协调的亦真亦假。

在知识表现中，对可废止推理系统做了很多关注，它们可以支持在更充分的证据可获得的时候否决以前的结论。可以证明可废止逻辑是次协调的。
次协调逻辑也可以用做次协调数学的基础，它允许矛盾而不使所有陈述成为可推导的结论。